# Acedera
Acedera (extremadurai nyelven Aceera) település Spanyolországban, Badajoz tartományban. Acedera Don Benito, Navalvillar de Pela, Orellana la Vieja és Madrigalejo községekkel határos. Lakosainak száma 802 fő (2024).

## Népesség
A település lakosságának változását az alábbi diagram mutatja:
| Lakosok száma | 942  | 870  | 846  | 821  | 823  | 831  | 823  | 807  | 820  | 802  |
|               | 2001 | 2004 | 2006 | 2009 | 2011 | 2014 | 2016 | 2019 | 2021 | 2024 |